# Ibon Urbieta
Ibon Urbieta Zubiria, (Orio, Guipúzcoa, 30 de abril de 1967) es un remero español. Ha participado en dos Juegos Olímpicos (Seúl 88 y Barcelona'92) y ha sido subcampeón del mundo en Dos con Timonel (M2+) en el Campeonato Mundial de Remo de 1990. A nivel nacional ha sido 12 veces campeón de España absoluto en diferentes categorías de banco móvil y 2 de traineras.

## Biografía
Aunque nacido en Tolosa, es oriotarra de adopción y ha competido la mayor parte de su carrera como remero defendiendo los colores amarillos del equipo de Orio en cuyas categorías inferiores se formó.
Comenzó a destacar en categorías inferiores a finales de la década de 1970, siendo en 1979 tercero en el Campeonato de España infantil categoría B de Doble Scull. Ese mismo año fue timonel del Cuatro con Timonel Juvenil de Orio que quedó también en tercer lugar.
En 1982 se proclamó campeón de España cadete en el 2 con Timonel (2+), título que revalidó en 1983.  En 1984, ya en categoría juvenil el 4 sin timonel de Orio del que formaba parte fue tercero en el Campeonato de España. En 1985 es campeón de España de 2 con Timonel (2+) en categoría Juvenil y es seleccionado por primera vez para participar en una competición internacional. Es uno de los integrantes del 8 con Timonel (JM8+) de España en el Campeonato Mundial de Remo Junior disputado en Brandeburgo (Alemania Oriental), donde España finaliza en el octavo puesto.

### Éxitos internacionales
En 1986 ya en categoría senior es tercero en el Campeonato de España con Orio en el 4 con timonel (4+)  y en 1987 también tercero con el 8 con timonel (8+).
Entre 1986 y 1989 fue un fijo en el equipo nacional de Remo Sub-23 formando parte del bote de 4 con timonel (BM4+) y 8 con timonel (BM8+) de España. Sus mayores éxitos llegaron en el 4 con Timonel con el que se proclamó campeón del Europa Sub-23 en 1988 en Hazewinkel (Bélgica) y subcampeón en otras 3 ocasiones (1986,1987 y 1989).
En 1988 además de su éxito de Hazewinkel, se proclamó también Campeón de España absoluto de 2 con Timonel (M2+), su primer título de España en categoría absoluta, y tercero en el 2 sin Timonel (M2-), ambos junto con José Luis Aguirre. Estos resultados le valieron dar el salto a la selección absoluta y fue seleccionado para tomar parte en los Juegos Olímpicos de Seúl 1988. Con tan solo 21 años de edad, fue componente del bote español de 4 con Timonel  (M4+) que participó en esta Olimpiada. Fue una participación discreta ya que no consiguieron pasar de la primera ronda.
Urbieta fue integrado en el Programa ADO de cara los Juegos Olímpicos de Barcelona 1992 y se centró en su preparación de cara a este certamen olímpico. En 1989 participó en su primer Campeonato Mundial de Remo, con el 8 con Timonel (M8+) de España, que ganó la final B y quedó en séptimo lugar de la clasificación final. Fue entonces cuando llegó el mayor éxito de la carrera deportiva de Urbieta cuando en 1990 se proclamó, junto con José Ignacio Bugarín y el timonel Gabriel de Marco, subcampeón del Mundo de 2 con Timonel (M2+) en el Mundial disputado en el Lago Barrington de Tasmania (Australia). En 1991 no pudieron reeditar ese éxito y quedaron fuera de la final A, teniendo que conformarse con la victoria en la Final B, aunque obtuvieron el 4º mejor tiempo de entre todos los equipos participantes. La pareja formada por Bugarín y Urbieta, esta vez junto al timonel Javier Cano, fue seleccionada para acudir a los Juegos Olímpicos de Barcelona 1992 y competir en esta categoría, pero no pudieron cumplir las expectativas marcadas por sus resultados en las temporadas anteriores y acabaron la competición en la 12.ª plaza.
En 1993 Urbieta disputó su último Campeonato Mundial de Remo, formando parte del 4 con Timonel (M4+) de España que acabó en la 10.ª plaza, última de la final B.
En el invierno de 1994-95, en una concentración invernal de la selección española, batió el récord nacional de remoergómetro de 2000 metros.

### Campeonatos con el CRO Orio
Tras la Olimpiada de Barcelona 1992, Urbieta fue dejando las competiciones internacionales y se centró en remar para su club, comenzando a cosechar un enorme palmarés a nivel nacional durante la siguiente década, tanto en banco móvil como en banco fijo. Durante los siguientes diez años, Urbieta ganó 3 títulos de España de 4 con timonel (M4+) en 1993,1995 y 1996, así como 8 títulos en el 8 con timonel (M8+) de forma consecutiva entre 1994 y 2001, cuando el bote de Orio no tuvo rival en esta categoría; además compitió de manera asidua en la temporada de verano de traineras con su club, obteniendo como títulos más reseñables 5 Banderas de La Concha (1992, 1996, 1997, 1998 y 2000), así como 2 campeonatos de España de Traineras (1998 y 1999).

### Remero-entrenador en varios clubes
A finales de 2001, con 34 años de edad, Urbieta abandonó su club de toda la vida e inició un ciclo de casi una década como remero-entrenador en varios clubes. Su primer destino fue la SDR Pedreña, histórico club de remo cántabro. Con Pedreña ganó varias banderas menores, como la Bandera Marina de Cudeyo de 2002 o la Bandera de Santoña de 2002 o la Bandera de La Rioja de 2003, pero su mayor éxito fue consolidar a Pedreña como uno de los integrantes de la entonces recién creada Liga ACT. En 2004 fichó por Zierbena, con el objetivo de revitalizar al histórico club vizcaíno y lograr su ascenso a la máxima categoría de las traineras, pero no consiguió el objetivo. A finales de 2006 fichó por el club de Camargo tras su fallido paso como técnico de Zierbena. En 2007 pasó a entrenar al equipo cántabro del Club de Remo Valle de Camargo que compite en la Liga ARC. En 2007 realizan un papel muy bueno en la liga, siendo cuartos aunque sin ganar ninguna regata. En 2008finalizan terceros en la liga, siendo sextos en 2009.
En 2010 Urbieta regresó a Orio, pero solo como remero, para disputar su última temporada a nivel profesional en traineras. Desde entonces Urbieta trabaja como técnico en las categorías inferiores del club de Orio.

### Palmarés nacional de banco móvil
- Campeón de España de 2 con timonel (1988)
- 3 títulos de Campeón de España de 4 con timonel (1993, 1995, 1996)
- 8 títulos de Campeón de España de 8 con timonel (1994 ,1995, 1996, 1997, 1998, 1999, 2000, 2001)

### Palmarés internacional banco móvil
- Medalla de Plata en el Campeonato del Mundo en 2 con timonel (M2+) (1990)
- Campeón de Europa Sub-23 en "cuatro con timonel" en Hazevinkel (Bélgica).
- 3 veces subcampeón de Europa Sub-23 en "cuatro con timonel".
- 2 participaciones olímpicas en 2 con timonel (M2) (1988,1992)
- 10º puesto en el Campeonato del Mundo en "cuatro sin timonel" (1993)
- 13º puesto en el Campeonato del Mundo en "cuatro sin timonel" (1994)

### Palmarés banco fijo
- Bandera de La Concha (1992,1996,1997,1998,2000)
- Campeonato de España de Traineras (1998,1999)

## Clubes
- Orio Arraunketa Elkartea  (- 2001)
- Sociedad Deportiva de Remo Pedreña (2002-2003)
- Zierbena Arraun Elkartea (2004-2006)
- Club de Remo Valle de Camargo (2007-2009)
- Orio Arraunketa Elkartea  (2010)